# 舊股票交易中心
舊股票交易中心（丹麥語：Børsen，丹麥語原意為「交易」；或Børsbygningen，即股票交易）是一座位於丹麦哥本哈根城堡岛的建筑，是丹麦最古老的股票交易所，毗鄰丹麥議會所在地克里斯蒂安堡宫，現在則由丹麥商會所使用，也是受保護建築。
該建築始建於由克里斯蒂安四世統治時期的1619年至1640年之間，被認為是丹麥低地國家文藝復興風格的典範。其中該建築以如同四条龙的尾巴缠绕在一起的龙形尖顶而聞名，高達56公尺（184英尺）。然而在2024年4月16日的火災中，這座建築因嚴重受損導致尖塔倒塌。

## 历史
克里斯蒂安四世有野心将哥本哈根变成一个大都市，加强城市作为一个商业中心的地位，他希望在海港另一侧兴建新的商业城克里斯蒂安港（Christianshavn）有一个证券交易所。他要求洛伦兹和小漢斯·範·斯汀溫克爾（Hans van Steenwinckel the Younger）设计了一座荷兰文艺复兴建筑，楼下分为40个小摊位，楼上为一个大房间。
该建筑由尼古拉·艾格特維德(Nicolai Eigtved)在1745年進行修复工程，1855年，建築內部於進行了翻修工程，並由建築師哈拉爾德·康拉德·斯蒂林 (Harald Conrad Stilling)進行了主要裝修的設計工程。1857年，腓特烈七世以70,000丹麥里格斯達勒的價格，將該建築出售給格羅塞勒協會。
1974年之前，這棟建築一直是丹麥股票市場的所在地，其中在1918年，失业的无政府主义者曾袭击舊股票交易中心，这次袭击在丹麦历史的書籍及文獻中，称之为證券交易所風暴。
截至2018年，該建築成為丹麥商會的總部。

## 火灾

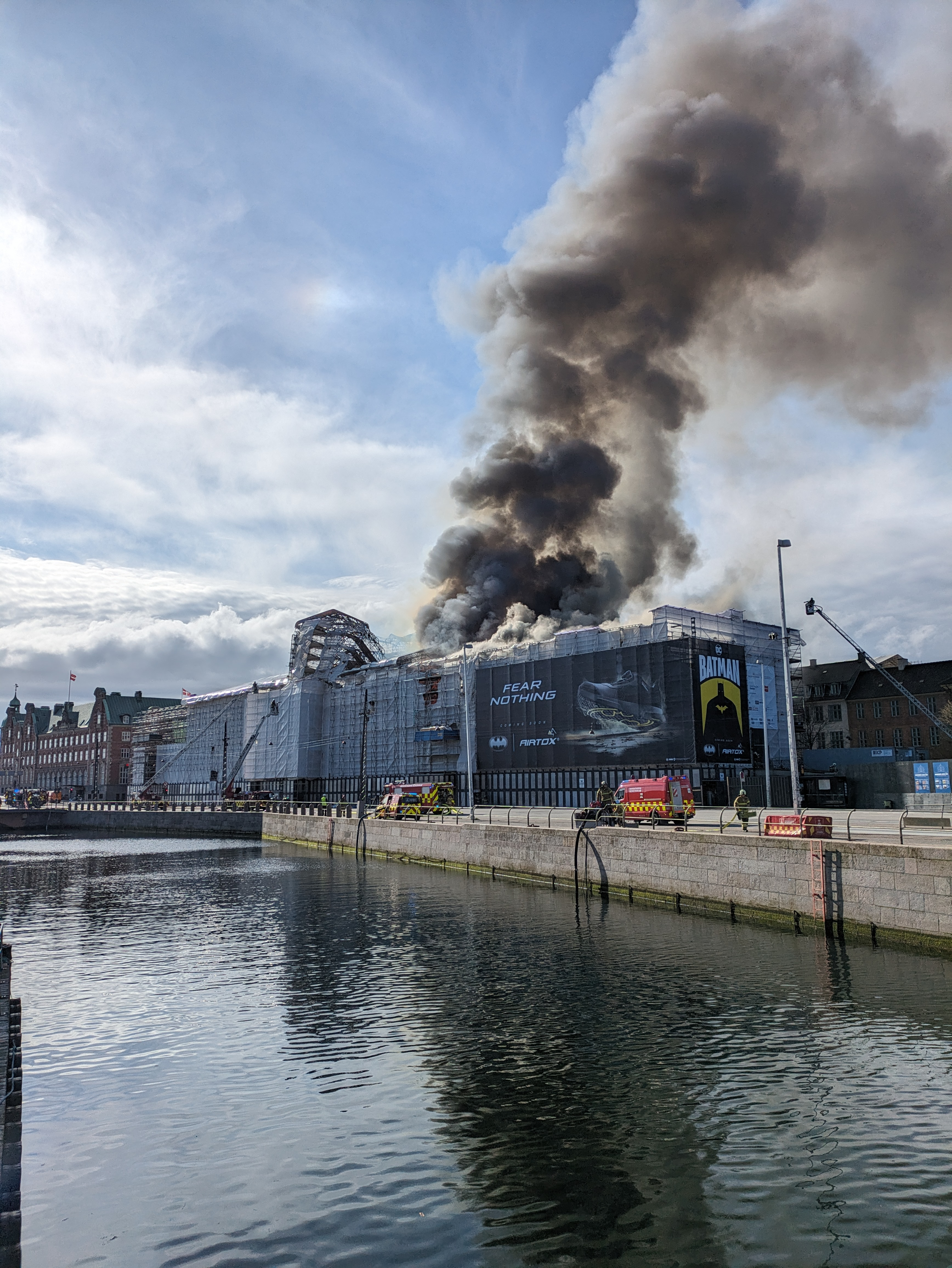
2024年，维护工程中发生火灾

2024年4月16日早晨，正在维护翻新中的股票交易中心发生火灾，导致其标志性的螺旋尖顶垮塌。整栋建筑的一半被烧毁，外层为翻新工程而搭建的脚手架（鷹架）也被火焰吞噬，火灾原因还在调查当中。所幸的是，交易中心内部的艺术品以及一些古董家具被及时转移了出来。其中包括丹麦画家佩德·克洛耶的一幅巨型油画作品《來自哥本哈根證券交易所》。附近丹麦国立博物馆的25名工作人員工作人员也参与到了艺术品的救援中。
火灾没有造成人员伤亡。但由于翻新工程，整栋建筑被脚手架包围，阻碍了消防员携带消防器械进入火场，导致了火灾没有被及时控制。铜质屋顶被火焰炙烤得滚烫，整栋建筑物至少有一半被焚毁坍塌。火灾过后，虽然交易中心的外墙面依然矗立，但由于建筑内部的结构已经被破坏，外墙随时有可能会倒塌。
丹麥商會執行長布萊恩·米凱森對此表示，該建築將被重建。這場火災與五年前的巴黎聖母院火災進行了比較。
丹麥國王腓特烈十世發表聲明，稱火災「令人悲傷…畢竟400年來，克里斯蒂安四世的股票交易中心一直是哥本哈根的獨特地標」。同年九月，他主持開工儀式並放下重建基石。

## 設計
舊股票交易中心由建築師洛倫茲·範·斯廷溫克爾和小漢斯·範·史汀溫克爾建造。它的長度約為128米（420英尺），寬度約為21米（69英尺）。
這座建築以其獨特的「龍尖塔」而聞名，該塔尖建於1625年，設計為四條相互纏繞的龍尾。尖頂上有三個王冠，分別象徵著丹麥、挪威和瑞典王國。1775年，一座與舊尖塔有些相似的新尖塔拔地而起，因為舊尖塔存在倒塌的危險。構成尖塔的龍是由克里斯蒂安四世的煙火師設計的，旨在保護建築物免受敵人和火災的侵害。隨著時間的推移，這座建築發生了一些細微的變化。

## 外部連結
55°40′32″N 12°35′2″E / 55.67556°N 12.58389°E